# Sapareva banya (obchtina)
La commune de Sapareva banya (bulgare : Сапарева баня) est une commune de l'oblast de Kyoustendil en Bulgarie.

## Galerie

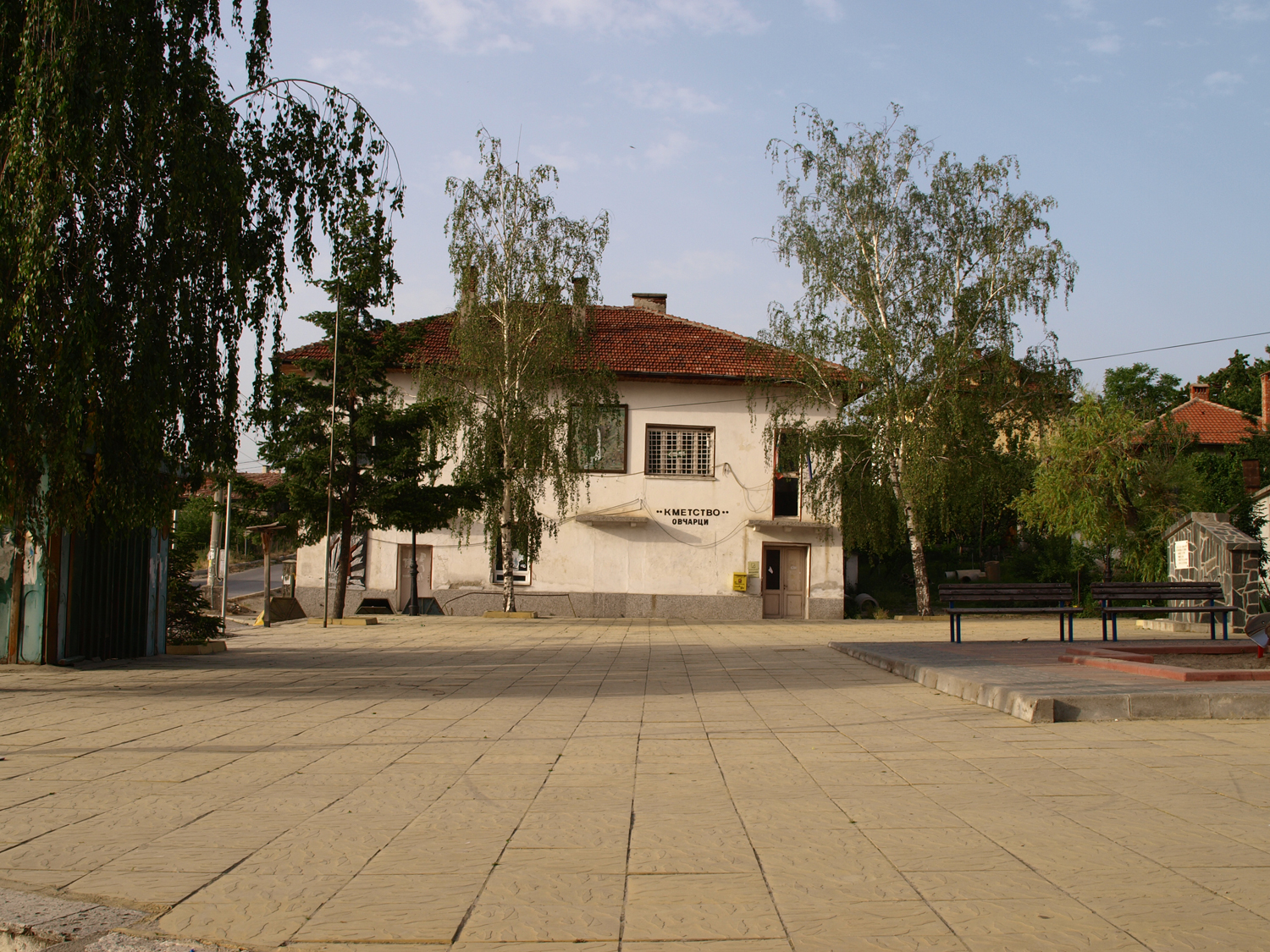
La mairie-annexe d'Ovtchartsi
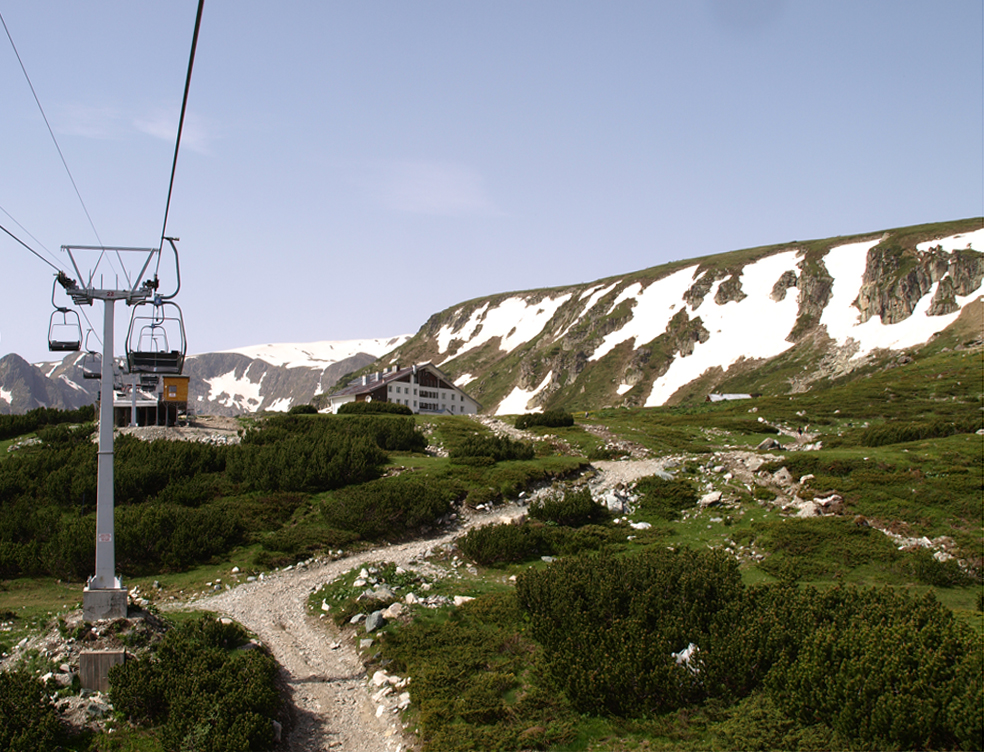
Le téléphérique de Panitschichté jusqu'à l'hôtel Lacs de Rila
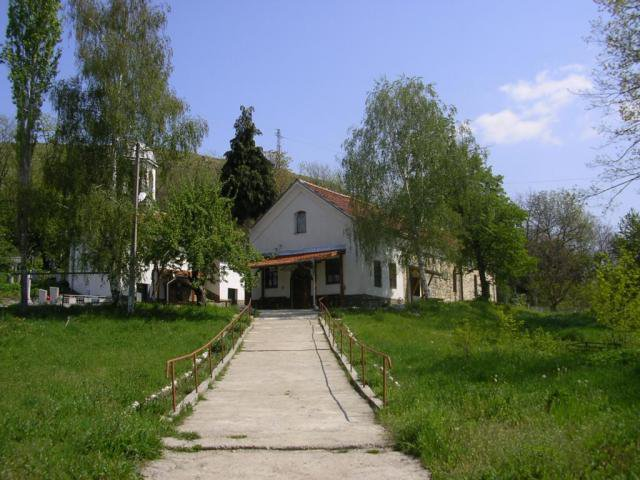
L'église à Réssilovo
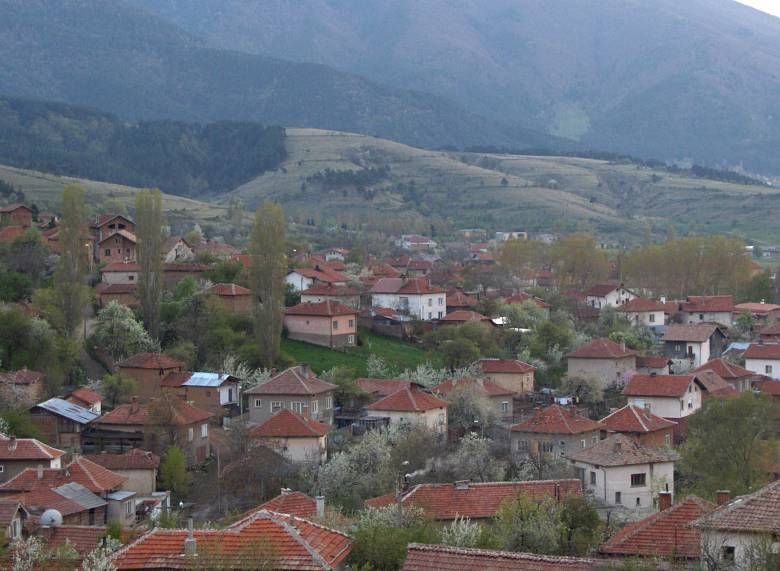
Le village de Saparévo
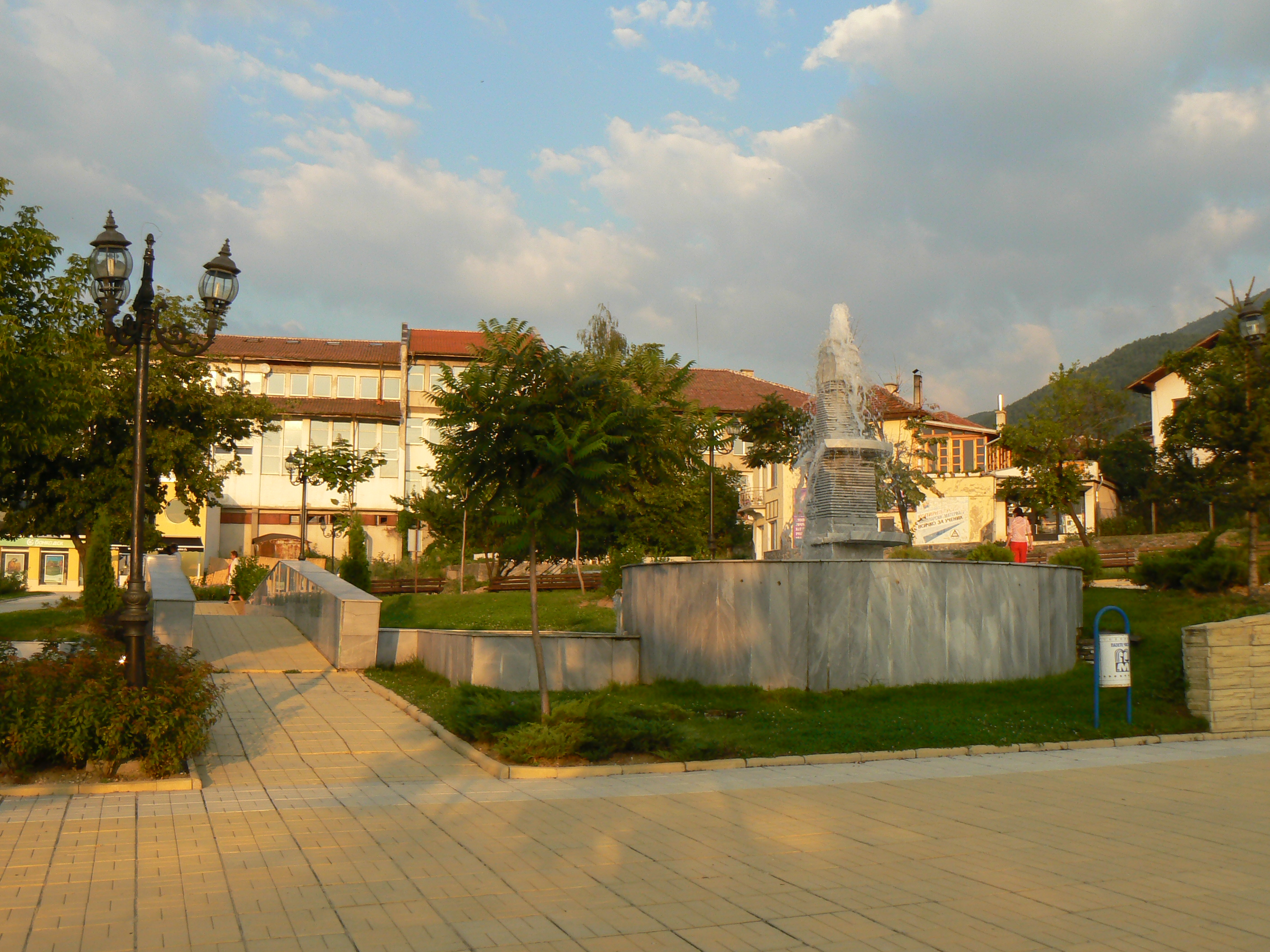
Le centre de Saparéva Banya